# 刻葉片盾介殼蟲
刻葉片盾介殼蟲（学名：Leucaspis incisa）为盾介殼蟲科白片盾介殼蟲屬下的一个种。